# Jalaquduq
Jalaquduq (uzb. cyr. Жалақудуқ; ros. Джалакудук, Dżałakuduk) – miasto we wschodnim Uzbekistanie, w wilajecie andiżańskim, siedziba administracyjna tumanu Jalaquduq. W 1989 roku liczyło ok. 11 tys. mieszkańców. Ośrodek przemysłu bawełnianego i materiałów budowlanych.
Pierwotnie miejscowość nosiła nazwę Soʻfiqishloq (Sufikiszłak). W 1975 roku, wraz z nadaniem praw miejskich, otrzymała nazwę Oxunboboyev (Achunbabajew) na cześć uzbeckiego działacza komunistycznego Yoʻldosha Oxunboboyeva. W 2015 roku została przemianowana na Jalaquduq.